# Stereopalpus guttatus
Stereopalpus guttatus är en skalbaggsart som beskrevs av Leconte 1855. Stereopalpus guttatus ingår i släktet Stereopalpus och familjen kvickbaggar. Inga underarter finns listade i Catalogue of Life.